# Liste des souverains de Solférino
La seigneurie de Solférino est toujours restée, depuis sa création, sous la souveraineté de la Maison Gonzague, en l'occurrence la lignée dite de Castiglione et Solférino.

Le premier seigneur de Solférino est Alexandre, troisième fils du duc de Mantoue, Jean François. Il semble que ce dernier ait procédé à un partage de ses fiefs pour l'héritage de ses quatre fils ; son décès surviendra en 1444 :
- Louis, l'aîné, reçoit l'important duché de Mantoue (cf. Louis III le Turc dans Maison de Gonzague) ;
- Charles, le puîné, reçoit, entre autres, les fiefs de Sabbioneta, Bozzolo, Luzzara, Reggiolo (cf. Charles de Sabbioneta dans Maison de Gonzague) ;
- Alexandre, le cadet, reçoit, entre autres, les fiefs de Castiglione, Solférino, Castel Goffredo (cf. Alexandre de Castiglione dans Maison de Gonzague) ;
- Gianlucido, le benjamin, reçoit les fiefs de Volta, Cavriana et Castellaro.

Alexandre va décéder en 1466, sans descendance. Ses fiefs, tout comme ceux de son frère Gianlucido en 1448 et de son neveu Ugolotto (fils de Charles), également décédés sans descendance, vont se retrouver régis par son oncle Louis.

À son tour, Louis va redistribuer ces fiefs entre trois de cinq ses fils (le troisième et le benjamin embrassant la carrière ecclésiastique pour devenir évêques)  :
- Frédéric, l'aîné, va hériter de Mantoue (cf. Frédéric Ier le Bossu dans Maison de Gonzague) ;
- Jean-François, le puîné, va hériter de Sabbioneta et Bozzolo (cf. Maison de Gonzague, lignée de Sabbioneta et Bozzolo) ;
- Rodolphe, le quatrième, va hériter de Castiglione, Solférino et Luzzara qu'il partagera ensuite entre ses deux fils :
  - Luzzara pour l'ainé, Jean-François (cf. Maison de Gonzague, lignée de Luzzara)
  - Castiglione, Solférino et Castel Goffredo pour le cadet Louis-Alexandre (cf. Maison de Gonzague, lignée de Castiglione et Solférino).

À son tour, Louis-Alexandre va laisser en héritage ses biens en les partageant entre ses trois fils :
- Ferdinand va recevoir Castiglione delle Stiviere (Ferdinand Ier de Castiglione) ;
- Horace va recevoir Solférino (Horace de Solférino) ;
- Alphonse va recevoir Castel Goffredo (Alphonse de Castel Goffredo).

En 1589, au décès d'Horace, son neveu Rodolphe II de Castiglione, fils de Ferdinand Ier va occuper la seigneurie de Solférino comme il occupera celle de Castel Goffredo en 1592 après la mort d'Alphonse. Rodolphe II sera assassiné en 1593 et la succession pour Solférino reprendra avec un fils de Ferdinand Ier, Christian. Le fils de ce dernier, Charles, étant lui-même marquis et Prince de Castiglione, la descendance sera la même que pour ce fief.
En 1691, Ferdinand III, 3e Prince de Castiglione et seigneur de Solférino, fut contraint à l'exil par un soulèvement populaire et se vit confisquer ses terres par l'autorité impériale qui ne les restitua jamais. En 1772, le Prince Louis III, arrière-petit-fils de Ferdinand III, renonça à ses droits en faveur de l'Autriche pour une rente annuelle de 10 000 florins.

## Seigneurs de Solférino
- 1444-1466 : Alexandre (NC-1466)

épouse  Agnès de Montefeltro d'Urbino, sans descendance
régence assumée par Louis III de Mantoue (1414-1478), frère d'Alexandre
- 1478-1495 : Rodolphe (1452-1495), fils de Louis III de Mantoue, neveu d'Alexandre

épouse en premières noces en 1481 Anna Malatesta, sans descendance
épouse en deuxièmes noces en 1484 Caterina Pico
- 1495-1521 : Jean-François (1488-1524) et Louis-Alexandre (1494-1549), fils du précédent et de Caterina
- 1521-1549 : Louis-Alexandre d°, seul

épouse en premières noces Ginevra Rangoni
épouse en deuxièmes noces en 1540 Caterina Anguissola
- 1549-1589 : Horace (1545-1589), fils du précédent et de Caterina

épouse en 1568 Paola Martinengo delle Palle, sans descendance
1589-1593 : occupation du fief par Rodolphe II (assassiné en 1593), neveu d'Horace
- 1593-1657 : Christian (1580-1657), neveu d'Horace

épouse Marcella Malaspina de Castel dell’Aquila
- 1657-1680 : Prince Charles (1616-1680), fils du précédent

épouse en 1643 Isabella Martinengo
- 1680-1794 : Prince Ferdinand III (1648-1723), fils des précédents

épouse en 1680 Princesse Laura Pico de la Mirandole
- 1794-1768 : Prince Louis II (1680-1768), fils des précédents

épouse en 1715 Marianna Anguissola
- 1768-1772 : Prince Louis III (1745-1819), petit-fils des précédents

épouse Elisabetta Costanza Rangoni

## Arbre de succession des souverains de Solférino
```
Jean-François de Mantoue
 (possesseur des terres, non régnant ès qualités)

│
├─>
Alexandre
, seigneur
│
└─>
Louis III de Mantoue
 dit 
le Turc
 (non régnant, régent entre Alexandre et Rodolphe)

   │
   └─>
Rodolphe
, seigneur
      │
      ├─>
Jean-François de Luzzara
, co-seigneur
      │ 
      └─>
Louis-Alexandre
, co-seigneur puis seigneur seul
         │
         ├─>
Ferdinand 
I
er
 de Castiglione
, non régnant

         │  │
         │  ├─>
Rodolphe II de Castiglione
, usurpateur

         │  │
         │  └─>
Christian
, seigneur
         │     │
         │     └─>Prince 
Charles
, seigneur (Prince de Castiglione)
         │        │
         │        └─>Prince 
Ferdinand III
, seigneur (Prince de Castiglione)
         │           │
         │           └─>Prince 
Louis II
, seigneur (Prince de Castiglione)
         │              │
         │              └─>
Prince Leopoldo, non régnant

         │                 │
         │                 └─>Prince 
Louis III
, seigneur (Prince de Castiglione)
         │
         └─>
Horace
, seigneur
```